# فيديريكو براندت
فيديريكو براندت (بالإسبانية: Federico Brandt) هو رسام فنزويلي، ولد في 17 مايو 1878 في كاراكاس في فنزويلا، وتوفي في 25 يوليو 1932.